# Coffee, Sugar and Cocoa Exchange
Il Coffee, Sugar and Cocoa Exchange (CSCE) è un mercato finanziario di tipo borsa valori in cui vengono scambiati contratti futures sul caffè (Coffee C® Future e Robusta Coffee Future), zucchero (Sugar No. 11 Futures) e cacao (Cocoa Future).

## Storia
È stato fondato nel 1882 come Coffee Exchange nella città di New York. I futures sullo zucchero furono aggiunti successivamente nel 1914. Il 28 settembre 1979, il New York Coffee and Sugar Exchange si fuse con il New York Cocoa Exchange (che a sua volta era stato fondato nel 1925) per formare l'attuale CSCE.
Nel 1998, la CSCE si è fusa con il New York Cotton Exchange come sussidiaria del New York Board of Trade (NYBOT).
La CSCE opera come unità indipendente del NYBOT che negozia futures e opzioni su caffè, zucchero e cacao e l'indice S&P Commodity. Il trading è a protesta aperta, dalle 8:00 alle 14:45, dal lunedì al venerdì. Nel gennaio 2007, NYBOT si è fusa con IntercontinentalExchange (ICE) ed è diventata una consociata interamente controllata da ICE.